# Statyka
Statyka (z gr. στατός 'trwały, stały') – dział mechaniki fizycznej, zaliczany czasem do dynamiki (stan równowagi spoczynkowej uważany za szczególny przypadek ruchu) albo traktowany jako osobna dziedzina. Zajmuje się równowagą sił i momentów sił działających na nieruchome ciała materialne – czyli układami statycznie zrównoważonymi. 
Przez układy zrównoważone rozumiemy takie układy, w których siły (i momenty) pozostają w równowadze, a brak niezrównoważonych sił (momentów) zapewnia układowi brak przyśpieszeń (liniowego – od niezrównoważonej siły lub kątowego – od niezrównoważonego momentu).
Zgodnie z pierwszą zasadą dynamiki Newtona istnieje inercjalny układ odniesienia, w którym takie ciało nie doznaje żadnych przyśpieszeń i pozostaje w spoczynku lub porusza się ruchem jednostajnym prostoliniowym. Takie ciało nazywa się statycznym lub mówi się o nim, że zachowuje się statycznie.
Statyka oprócz równowagi ciał stałych zajmuje się m.in. równowagą cieczy (hydrostatyka) i gazów (aerostatyka).
Statyka i dynamika traktowane łącznie nazywane są kinetyką.
Statyka budowli zajmuje się wyznaczaniem reakcji podpór i sił wewnętrznych powstających w elementach konstrukcyjnych, na skutek działania obciążeń zewnętrznych oraz ciężaru własnego na konstrukcje różnego typu.
Jednym z najogólniejszych twierdzeń dotyczących równowagi punktów materialnych jest zasada Lagrange’a.

## Pojęcia podstawowe
1. Siła – efekt wzajemnego, mechanicznego oddziaływania ciał na siebie. Siła jest wielkością wektorową. Siła może być skupiona (w punkcie) lub rozłożona (wzdłuż linii, na powierzchni lub w objętości).
2. Więzy – warunki (geometryczne i kinematyczne) ograniczające swobodę poruszania się ciała.
3. Stopień swobody – możliwość wykonywania przez ciało ruchu (przesuwnego – translacyjnego lub obrotowego – rotacyjnego), którą odbiera odpowiednio nałożony, pojedynczy więz.

Większość operacji w statyce dokonuje się na siłach, ich rzutach na wybrane kierunki oraz na wypadkowych układu sił. Siła skupiona jest wielkością wektorową więc operacje na siłach można wykonać wykreślnie za pomocą wektorów. Obowiązują tu zasady dodawania, odejmowania i mnożenia wektorów. Siła, tak jak reprezentujący ją wektor, ma następujące cechy:
- kierunek (nie mylić ze zwrotem) – kierunek prostej, wzdłuż której działa;
- zwrot – wskazywany strzałką wektora;
- wartość – długość wektora (moduł, norma);
- punkt przyłożenia.

## Aksjomaty statyki

### Aksjomat 1
Dwie siły przyłożone do ciała sztywnego równoważą się wzajemnie, jeżeli mają jednakowe wartości (moduły, długości wektorów), działają wzdłuż jednej prostej i mają przeciwne zwroty (czyli zerowa jest ich suma wektorowa – zwana wypadkową).
Ten aksjomat wykorzystuje się do sprawdzenia, czy ciało jest w równowadze (spoczynku) pod działaniem układu dwóch sił lub układu sił dających się zredukować (zgodnie z aksjomatem 3 – za pomocą kolejnych wypadkowych) do dwóch sił.

### Aksjomat 2
Jeżeli do układu sił dodamy lub odejmiemy układ sił równoważny zeru (spełniający aksjomat 1), to działanie na ciało wyjściowego układu sił nie ulegnie zmianie.
Czasami ułatwia to operację na wektorach sił bez zmiany równowagi ciała, na które one działają. W warunku równowagi sumy rzutów sił na dowolny kierunek, oprócz składników odpowiadających rzutom wyjściowego układu sił, po obu stronach równania wystąpią również składowe odpowiadające dodanym (lub odjętym) siłom. Przeniesienie ich na jedną stronę równania spowoduje ich wyzerowanie, dając równanie identyczne jak dla układu wyjściowego.

### Aksjomat 3
Wypadkowa dwóch sił przechodzi przez punkt ich przecięcia i wyraża się długością przekątnej równoległoboku zbudowanego na tych siłach (wypadkowa dwóch sił jest wektorową sumą swoich dwóch składowych).
Dzięki temu aksjomatowi analizę równowagi układu wielu sił można uprościć do równowagi kilku ich wypadkowych.
W przypadku szczególnym składowe są równoległe, a ich kierunki nie pokrywają się. Wówczas ich przecięcie znajduje się w punkcie niewłaściwym w nieskończoności, a określenie ich wypadkowych jest trudniejsze – prowadzi np. do siły i momentu.

### Aksjomat 4
Wszelkiemu działaniu siły odpowiada równe i przeciwnie skierowane przeciwdziałanie (wówczas układ pozostaje statyczny).
Ten aksjomat wykorzystuje się do poszukiwania kierunku, zwrotu, wartości lub punktu przyłożenia siły (np. wypadkowej sił reakcji), która zrównoważy inną, działającą na ciało siłę (lub wypadkową innego układu sił).

### Aksjomat 5
Równowaga ciała odkształcalnego nie zostaje naruszona, jeżeli to ciało stanie się ciałem sztywnym.
W statyce konstrukcji przyjmuje się tzw. zasadę zesztywnienia. Upraszcza ona badanie równowagi konstrukcji pod działaniem obciążeń tak, jakby obciążenie nie powodowało odkształceń, a konstrukcja pozostawała w tzw. konfiguracji pierwotnej.
Stosując takie założenie wyznacza się reakcje podpór i siły wewnętrzne, które dopiero w dalszej kolejności umożliwiają określenie deformacji konstrukcji – jej odkształceń i przemieszczeń.
Przemieszczenia konstrukcji wiążą się także ze zmianą położenia jej obciążeń. Układając dla tak wyznaczonej konfiguracji odkształconej warunki równowagi szacuje się błędy obliczeń konstrukcji jako ciała sztywnego. W większości przypadków konstrukcji – wykonanych z materiałów tak sztywnych jak stal czy beton – uzyskuje się zadowalające wyniki.
Jeżeli jednak błędy są za duże mówi się o konstrukcji nieliniowej geometrycznie, a obliczone przemieszczenia traktuje jako pierwsze oszacowanie. Następne, lepsze przybliżenie otrzymuje się z warunków równowagi dla tej pierwszej konfiguracji odkształconej. Wyniki tych obliczeń określają nową konfigurację konstrukcji, a iteracyjne powtarzanie czynności pozwala na uzyskanie wymaganej dokładności.

### Aksjomat 6
Ciało nieswobodne możemy traktować jak ciało swobodne, jeżeli myślowo uwolni się je od więzów, zastępując ich działanie odpowiednimi reakcjami.
W statyce konstrukcji ten aksjomat wykorzystuje się do wyznaczenia sił reakcji więzów, jako sił biernych, powstałych w więzach podporowych i wewnętrznych na skutek działania sił czynnych – obciążeń.

## Warunki równowagi
Zadaniem statyki jest badanie równowagi sił działających na ciało pozostające w spoczynku lub poruszające się ruchem jednostajnym i prostoliniowym – tj. spełniające pierwszą zasadę dynamiki Newtona (nie doznające przyśpieszenia, a w konsekwencji również działania sił bezwładności).
Badanie równowagi statycznej umożliwia: sprawdzenie czy ciało pod działaniem sił jest statyczne albo też określenie wartości sił (np. nieznanych reakcji) lub innych wielkości (np. nieznanych wymiarów opisujących położenie sił), które zapewnią aby ciało pozostało statyczne. Równowagę statyczną sprawdza się układając i sprawdzając spełnienie warunków równowagi statycznej:
- sumy rzutów sił na wybrane kierunki (kierunki potencjalnego przesuwu),
- sumy momentów sił względem wybranych osi (osi potencjalnego obrotu, które na płaszczyźnie – w zadaniu 2D – redukują się do punktów).

Spełnienie warunku równowagi statycznej rzutów sił na wybranym kierunku oznacza, że na tym kierunku siły zerują się, a więc i składowa przyśpieszenia ciała w tym kierunku jest zerowa. Wówczas odpowiednia składowa prędkości ciała pozostaje stała – jeśli ciało nie poruszało się w tym kierunku to i teraz pozostaje w spoczynku, a jeśli miało jakąś prędkość to ją zachowuje (co do wartości jak i kierunku).
Spełnienie warunku równowagi statycznej momentów względem jakiegoś punktu, nie leżącego na kierunku wypadkowej siły, zapewnia natomiast brak przyśpieszenia kątowego w ruchu obrotowym wokół tego punktu. Ciało zachowuje stan ruchu wokół tego punktu sprzed obciążenia nie doznając przyśpieszenia obrotowego (co oznacza spoczynek lub niezmienną prędkość obrotową).
Pojedyncze ciało w przestrzeni może wykonać 6 niezależnych ruchów: 3 translacyjne (przesuwu) i 3 rotacyjne (obrotu) względem osi wybranego układu odniesienia. Mówimy, że ciało w przestrzeni ma 6 stopni swobody (ruchu). Aby zagwarantować, że ciało pozostaje statyczne w przestrzeni, konieczne jest spełnienie 6 niezależnych warunków równowagi. W najprostszym przypadku będą to 3 warunki sumy rzutów sił na 3 nierównoległe i nie leżące w jednej płaszczyźnie kierunki oraz 3 sumy momentów – względem 3 dowolnych punktów, nie leżących na jednej prostej. Można jednak wyobrazić sobie różne kombinacje sum momentów i rzutów sił – np. dwie sumy rzutów sił i cztery sumy momentów. Niektóre mogą okazać się liniowo zależne – o czym napisano dalej.
Na płaszczyźnie pojedyncze ciało może wykonywać 3 niezależne ruchy (ma 3 stopnie swobody): 2 translacyjne – względem osi przyjętego układu odniesienia i 1 rotacyjny – względem osi prostopadłej do płaszczyzny. Aby zapewnić statyczność ciała na płaszczyźnie (brak odpowiednich przyśpieszeń) konieczne jest spełnienie na płaszczyźnie 3 niezależnych warunków równowagi, którymi mogą być:
- 2 warunki sumy rzutów sił na dwa nierównoległe kierunki (najczęściej prostopadłe) oraz 1 warunek sumy momentów sił względem dowolnego punktu na płaszczyźnie;
- 1 warunek sumy rzutów sił na dowolny kierunek oraz 2 warunki sumy momentów sił względem dwóch punktów tak położonych, aby przeciągnięta przez nie prosta nie była równoległa do kierunku sumowania rzutów sił;
- 3 warunki sumy momentów sił względem dowolnych trzech punktów nie leżących na jednej prostej.

Tak na płaszczyźnie (2D) jak i w przestrzeni (3D) mamy do wyboru nieskończenie wiele punktów, osi oraz kierunków (linii), które przez te punkty można poprowadzić. Dla każdego ciała (układu) znajdującego się pod działaniem sił można więc zastosować nieskończenie wiele warunków równowagi. Jednak nie każdy zestaw warunków równowagi pozwoli zbadać równowagę układu, gdyż niektóre z nich mogą być od siebie zależne. Przykładowo, dla ciała w 2D warunki sumy rzutów na 3 różne kierunki są od siebie zależne, gdyż jeden z nich zawsze można przedstawić jako kombinację  liniową dwóch pozostałych. Tak więc na płaszczyźnie są tylko dwa niezależne kierunki. Podobnie 3 warunki sum momentów w 2D, liczone względem punktów leżących na jednej linii będą od siebie zależne dając nierozwiązywalny układ równań liniowych. Z istnienia takich zależności wynikają podane wyżej ograniczenia dla możliwych kombinacji warunków równowagi statycznej dla ciała w 2D. Podobne ograniczenia można by sformułować dla układu w 3D, gdzie m.in. mamy ograniczenie tylko do 3 niezależnych kierunków rzutowania sił.

### Zagadnienia statyki w odniesieniu do mechaniki konstrukcji
Statyka w kontekście mechaniki konstrukcji jest często rozważana dla zapewnienia stateczności (lub wręcz nieruchomości) obiektów pod działaniem nieznanych (z góry) układów obciążeń, którym może podlegać spełniając swoje zadanie w konstrukcji. Statyczność elementu konstrukcji można zapewnić odbierając mu wszystkie możliwości ruchu – narzucając więzy na wszystkie stopnie swobody. Pojedyncze więzy odbierają (blokują) jeden określony stopień swobody: przemieszczenia lub obrotu (więzy translacyjne lub rotacyjne). Więzy są najczęściej połączeniami z podłożem (układem odniesienia względem którego możliwość ruch badamy) czyli podporami (więzy zewnętrzne) albo połączeniami z innymi nieruchomymi elementami (więzy wewnętrzne – międzyelementowe). Przyłożone do konstrukcji obciążenia jako zewnętrzne siły czynne wywołują w więzach reakcje – siły bierne. Wyznaczając reakcje dokonuje się oswobodzenia ustroju (konstrukcji) z więzów, poprzez zastąpienie ich działania odpowiednimi (początkowo nieznanymi) reakcjami. Dla takiego układu sił działających na oswobodzone ciało postuluje się równowagę statyczną zapisując warunki równowagi statycznej, których spełnienie pozwala wyznaczyć nieznane reakcje – o ile ustrój jest statycznie wyznaczalny i geometrycznie niezmienny.
Ważnym zagadnieniem w analizie konstrukcji jest zapewnienie odpowiedniej liczby i położenia więzów, co sprawdza się metodami analizy kinematycznej (badając możliwość ruchu). Jeśli badany element (ustrój konstrukcyjny) ma wystarczającą liczbę odpowiednio rozłożonych więzów, to jest on geometrycznie niezmienny, gdyż jego położenie względem podłoża i innych elementów konstrukcji (jej kształt – geometria) nie zmienia się. Jeśli więzów jest za mało, lub są one źle rozmieszczone, to badany element (ustrój) jest geometrycznie zmienny, dlatego też nazywa się go mechanizmem. 
Jeśli badany element (ustrój konstrukcyjny) jest geometrycznie niezmienny i ma dokładnie tyle więzów ile stopni swobody, to jest on statycznie wyznaczalny, co oznacza iż można zapisać tyle niezależnych warunków równowagi, ile potrzeba do wyznaczenia nieznanych reakcji w narzuconych więzach (powstałych na skutek obciążeń układu). Jeśli zaś geometrycznie niezmienny ustrój ma więcej więzów niż stopni swobody to jest statycznie niewyznaczalny gdyż nie można ułożyć odpowiedniej liczby niezależnych warunków równowagi aby wyznaczyć wszystkie reakcje więzów ustroju. Wówczas część z niewiadomych reakcji można wyrazić w funkcji pozostałych „nadliczbowych” parametrów, których liczbę określa stopień statycznej niewyznaczalności takiego układu.